# Bouron
Der Bouron ist ein Fluss in Frankreich, der in der Region Auvergne-Rhône-Alpes verläuft. Er entspringt im Gemeindegebiet von Montaigut-en-Combraille unter dem Namen Ruisseau de la Prade, ändert ihn dann auf Ruisseau de Bellaigues entwässert schließlich als Bouron in generell westlicher Richtung durch die Landschaft Combraille und mündet nach rund 21 Kilometern an der Gemeindegrenze von Marcillat-en-Combraille und Saint-Marcel-en-Marcillat als linker Nebenfluss in die Tartasse. Auf seinem Weg durchquert der Bouron die Départements Puy-de-Dôme und Allier.

## Orte am Fluss
- Montaigut-en-Combraille
- La Crouzille
- Virlet
- Marcillat-en-Combraille

## Sehenswürdigkeiten
- Kloster Bellaigue im Gemeindegebiet von Virlet